# Ultra-Mobile PC

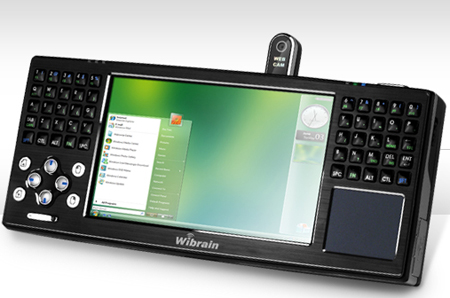
Wibrain B1 UMPC — Ultra-Mobile PC на основі VIA Ultra Mobility Platform, з процесоом 1.2 GHz VIA C7-M, 4.8" сенсорним екраном, розколотою клавіатурою, тачпадом і вебкамерою

Ultra-Mobile PC (UMPC), раніше відома під кодовим ім'ям Origami Project — специфікація на мобільні комп'ютери невеликого розміру. Розроблялася компаніями Microsoft, Intel, Samsung і низкою інших учасників. Проект і прототипи пристроїв були вперше представлені на початку березня 2006 року на CeBIT.
Пристрої UMPC — новий тип мобільних комп'ютерів, щось середнє між планшетним і кишеньковим ПК. Це невеликий пристрій, що працює на процесорі з низьким споживанням Intel Pentium або VIA C7-M, на частоті близько 1 ГГц.

## Пристрої
Першими доступними пристроями UMPC стали: Amtek T700 c ціною виробника — 899 дол; Samsung Q1 зі стартовою ціною виробника 1099 дол (випускалися у трьох різних моделях : Q1, Q1B, Q1P); ASUSTek R2H.
Пристрій фірми Amtek продавався по всьому світу під різними іменами: у США — TabletKiosk eo v7110 і Agopc ago7, у Європі — PaceBlade EasyBook P7 і it's Label Origami, в Австралії — TabletKiosk eo V7110 і Pioneer DreamBook UMPC 700 і в Японії — як PBJ SmartCaddie.